# Observatori del Paisatge de Catalunya

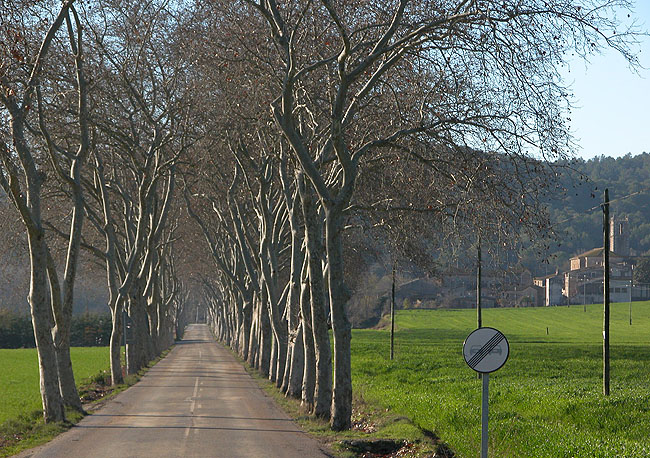
Catalunya és un país molt ric i divers en paisatges

L'Observatori del Paisatge de Catalunya és un ens d'assessorament de l'administració catalana i de conscienciació de la societat en general en matèria de paisatge. La seva creació respon a la necessitat d'estudiar el paisatge, elaborar propostes i impulsar mesures de protecció, gestió i ordenació del paisatge de Catalunya en el marc d'un desenvolupament sostenible.
Un dels principals objectius de l'Observatori del Paisatge és incrementar el coneixement que té la societat catalana dels seus paisatges i donar suport a l'aplicació a Catalunya del Conveni europeu del paisatge. En aquest sentit, l'Observatori és l'espai de trobada entre la Generalitat de Catalunya, l'administració local, les universitats, els col·lectius professionals i el conjunt de la societat en tot allò referit a la gestió i conservació del paisatge. Es va constituir legalment el 30 de novembre de 2004 en forma de consorci.
Una de les activitats principals ha estat definir uns objectius de qualitat i unes directrius de paisatge pel conjunt del país. També donant compliment a la Llei del paisatge s'estan elaborant els catàlegs de paisatge com a eina per incorporar aquest element en el planejament territorial. Els àmbits dels catàlegs corresponen als set plans territorials parcials (Alt Pirineu i Aran, Camp de Tarragona, Comarques Centrals, Comarques Gironines, Terres de Lleida, Regió Metropolitana de Barcelona i Terres de l'Ebre) i globalment han acabat definint 135 paisatges. Una diversitat i riquesa que s'ha plasmat en el Mapa dels paisatges de Catalunya.
Per altra banda, l'Observatori també ha contribuït en l'elaboració i seguiment de les cartes del paisatge en diversos territoris del país. Altres projectes han estat l'impuls del projecte educatiu Ciutat, territori, paisatge; la creació de la Wikipedra, un espai 2.0 de recopilació del patrimoni de la pedra seca; l'organització de seminaris temàtics i l'edició de nombroses publicacions sobre la matèria així com els dossiers digitals monogràfics sobre pedra seca, jardins històrics i monumentals, arbres monumentals i paisatges sonors.